# Mur de la Faim
Le mur de la Faim (tchèque : Hladová zeď) est un mur de défense médiéval se trouvant dans les quartiers historiques de Malá Strana et de Hradčany à Prague, en République Tchèque. Il a été construit sur la colline de Petřín entre 1360 et 1362, sur ordre de Charles IV.

## Histoire et description
La marne des carrières de la colline de Petřín a été utilisée comme matériau de construction. Le but de la construction était de renforcer les fortifications du château de Prague et de Malá Strana, contre toute attaque venant de l'ouest ou du sud. À l'origine, le mur faisait de 4 à 4,5 mètres de haut et 1,8 mètre de large, était équipé de créneaux et (probablement) de huit bastions.
Le mur a été réparé en 1624, renforcé au milieu du XVIIIe siècle et réparé ou modifié à plusieurs reprises (dernièrement en 1923-25 et 1975). L'un des bastions préservés sert de base pour le dôme de l'observatoire de Štefánik.

## Le nom et les mythes associés
Le mur a été à l'origine appelé Zubatá (cranté) ou Chlebová (construit pour le pain). L'adjectif Hladová (faim) est apparu après une famine en 1361, lorsque les travaux de construction sur le mur ont permis aux pauvres de la ville de subsister. Selon le mythe, le but du mur n'était pas stratégique, mais servait à employer et donc nourrir les pauvres. Un autre mythe, enregistré dans les écrits de Václav Hájek z Libočan ou Bohuslav Balbin, est que l'Empereur Charles IV aurait lui-même travaillé sur le mur plusieurs heures chaque jour "pour aider son peuple bien-aimé".
Le terme hladová zeď est devenu un euphémisme tchèque synonyme de travaux publics inutiles.

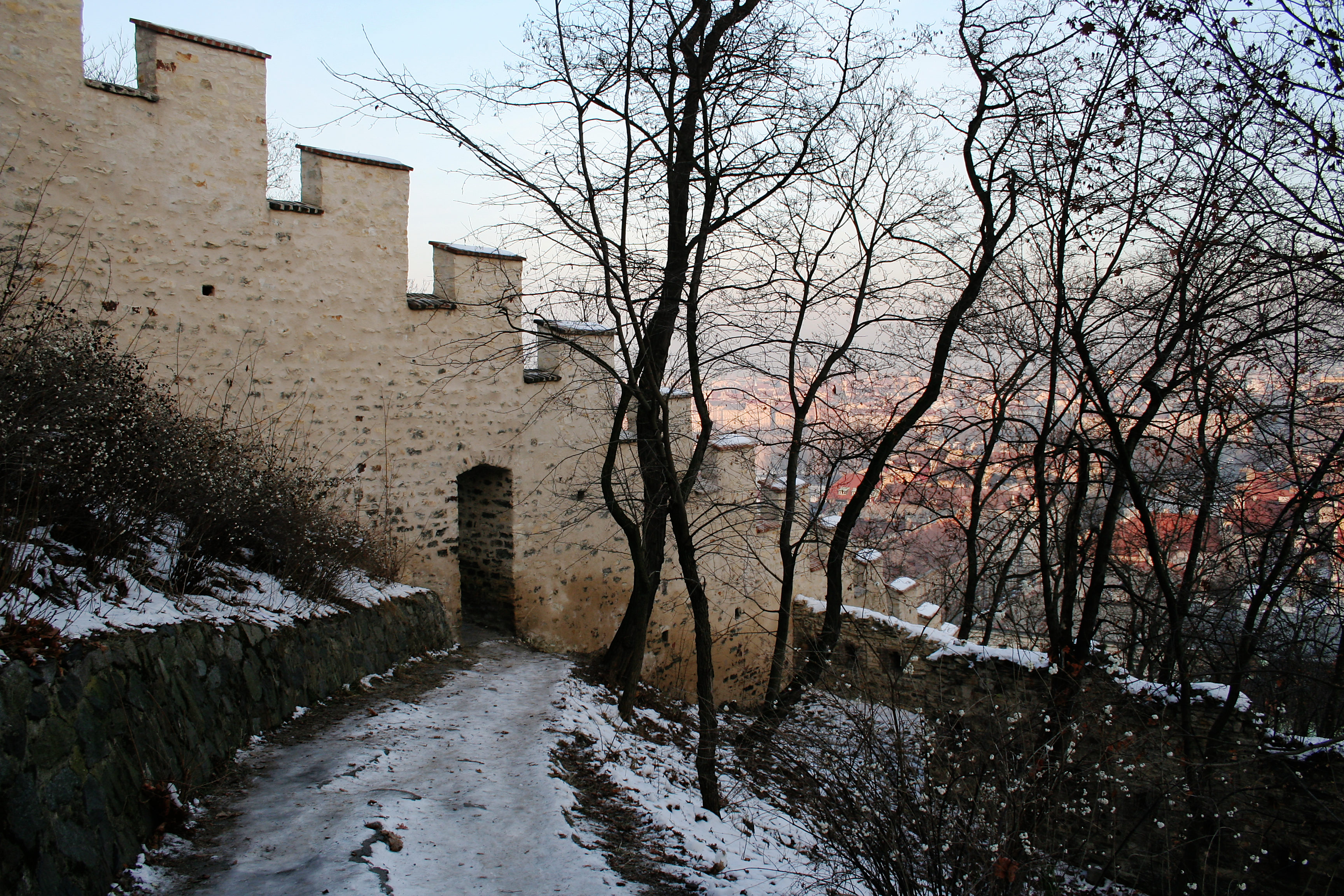
Le mur au-dessus de Malá Strana
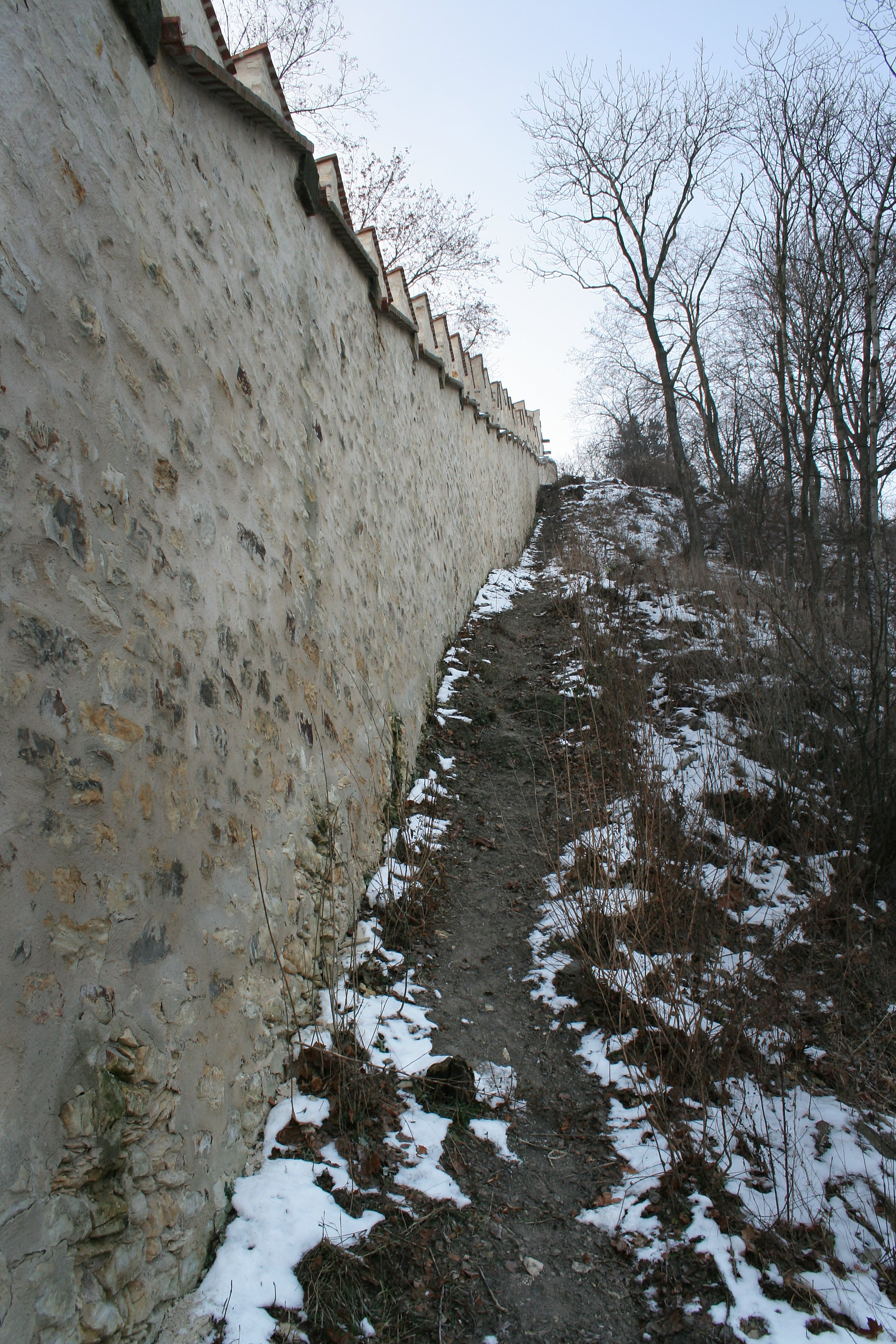
Le mur sur la colline de Petřín
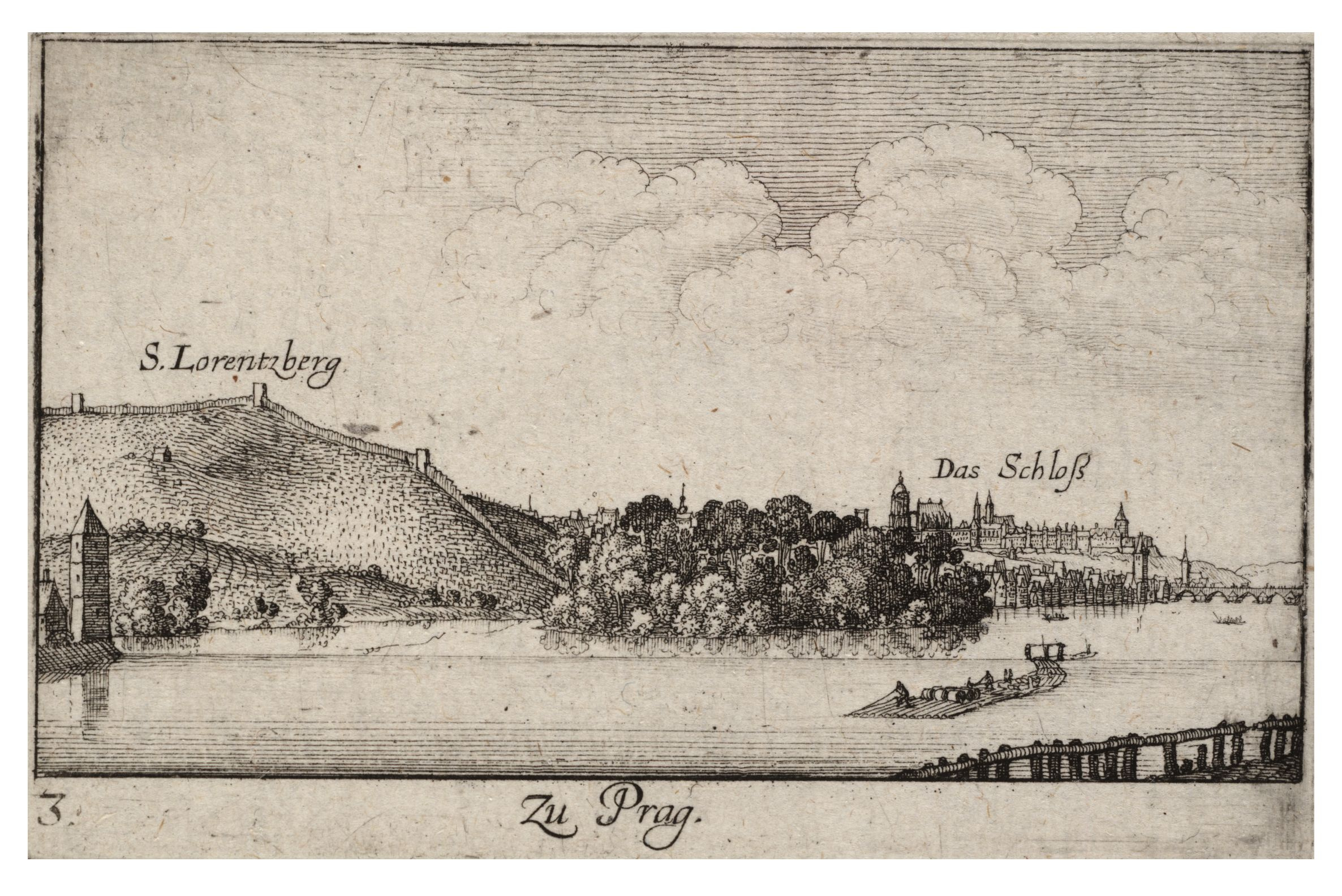
Vue sur le château de Prague (sur la droite) et la colline de Petřín avec le mur de la Faim, par Václav Hollar, au 17e siècle